# Casa Senyorial d'Ozolmuiza
La Casa Senyorial d'Ozolmuiža (en letó: Ozolmuižas kungu māja) a la regió històrica de Vidzeme, al municipi d'Aloja del nord de Letònia.
La mansió mostra una arquitectura del classicisme i va ser construïda per al comte Johann George von Mellinn a la fi del segle xviii. A partir de 1952 es trobava en ella l'escola agrícola Ozoli, però des de 1993 l'edifici allotja l'escola primària Ozolmuiža.